# Маша и Мечока
„Маша и мечока (на руски: Ма́ша и Медве́дь) е руски анимационен сериал, създаден от анимационното студио „Анимаккорд“, насочен към широката публика. Шоуто стартира на 7 януари 2009 г. Карикатурата е създадена с помощта на триизмерна графика.
Идеята за проекта е измислена от аниматора Олег Кузовков през 1996 г. Той видя момиче на плажа, чието поведение бива подобно на героя от анимационния филм Маша. Кузовков се е вдъхновил и от анимационния сериал „Том и Джери“. Идеята на сюжета е базирана на едноименната руска народна приказка „Маша и мечока“.
През 2011 г. излиза първият спиноф, озаглавен „Приказките на Маша“, състоящ се от 26 епизода, базирани на руски народни приказки. През 2014 г. е пуснат втори спиноф под името „Страшните истории на Маша“

## Сюжет
Момичето Маша случайно се озовава в къщата на Мечок, която живее в гората. Тя прави бъркотия там, Мечокът е отчаян. Той се опитва да се отърве от неканения гост и я отвежда малко по-далеч от къщата. През нощта той започва да се тревожи за момичето и тръгва да я търси. Тъй като не я намира, тъжният Мечок се връща у дома и намира Маша там. От този момент Маша и Мечока са най-добри приятели. Маша често посещава Мечока и той се опитва да я отгледа.
От третия сезон Маша пораства и става малко по-отговорна. Сега тя е по-рядко в Мечока и е по-ангажирана с делата си у дома. Дори и без нея, обитателите на гората започват да вилнеят и да се забъркват в различни неприятности, а Маша им помага да се измъкнат от пътя.
През 2019. излезе четвъртият сезон под името „Песнички на Маша“, в който Маша пее за други страни.

## Разпространение
Анимационният сериал „Маша и мечока“ се излъчва по телевизионни канали в Холандия, Австрия, Великобритания, Германия, Франция, Италия, Белгия, Португалия, Швейцария, Испания, Канада, както и страни от Латинска Америка и Близкия изток.
От 2015 г. сериалът съществува във формат на интерактивен пълнометражен анимационен филм, където героите взаимодействат с публиката.

## Главните герои
- Маша (Маричка) е неспокойно момиченце. Приятелката на мечока. ученичка. Палава. Харесва близалки, сладкиши, игра с награди и чаши Мечета, игра с топка, скачане в кофа, гледане на анимационни филми, задаване на въпроси, разказване на истории.
- Мечокът е най-добрия приятел на Маша, наричан от нея „Миша“, „Мишка“. Трудолюбив. Не говори, бивш цирков артист, пенсионер. Влюбен в Беър. Постоянно страда от пакостите на Маша.

### Второстепени герои
- Беър е любовта на Мечока и вторият женски герой.
- Заекът е приятел на Маша и Мечока. Често страда от машинни пакости. Понякога копае в градината заедно с Мечока, но най-често краде моркови оттам.
- Вълците са забавни герои, те страдат от Маша по-често, отколкото излизат победители. В гората има лекари.
- Катерица – Замеря Маша с шишарки.
- Таралеж – Той рядко участва в шегите на Маша, не му харесва, когато Маша разваля гъбите и горските му плодове.
- Панда е племенник на Беър. Съперник на Маша за Мечоковото внимание.
- Домашни любимци на Маша са коза, кокошки, петел, прасе и куче, които живеят в двора на къщата на Маша и се крият от нея навсякъде, понеже тя ги тормози с игрите си. Пиленца и Петел се срещат само в разказа „Първата среща“.
- Тигър е старият приятел на Мечока от цирка.
- Пингвинът е осиновен син на Мечока. Той му бива хвърлен докато е още яйце и по-късно отгледан от Маша и Мечока, а след това изпратен у дома в Антарктида със самолет. Много обича Мечока и го нарича татко.
- Дядо Коледа е малък дядо, малко по-висок от Маша.
- Хималайската мечка е решителна, късметлийка, физически развита, истински мачо.
- Пчелите са ядосани и агресивни. В поредицата „Снимка 9 на 12“ са представени много забавни.
- Даша е сестрата на Маша. Появява се в сериала „Двама за един“.
- Момичето Чукчи е точно копие на Маша. Различава се от нея по черната коса. Живее на Северния полюс.

## Списък на епизоди

### Първият сезон
- 1 'Първа среща' на 7 януари 2009
- 2 'Не се събуждайте до пролетта!' 14 януари 2009 г.
- 3 'Едно, две, три! Коледна елха на планината!' 21 януари 2009 г.
- 4 'Следи от невиждани животни' 28 януари 2009 г.
- 5 „Да живееш с вълци...“ 4 февруари 2009 г.
- 6 „Ден на конфитюр“ 11 февруари 2009 г.
- 7 „Пролетта дойде!“ 18 февруари 2009 г.
- 8 „Хвани, малка рибка!“ 6 януари 2010 г.
- 9 „Ти ми се обади, обади ми се!“ 13 януари 2010 г.
- 10 „Ваканция на лед“ 20 януари 2010 г.
- 11 „Първи път в първи клас“ 27.01.2010 г.
- 12 „Нашият граничар не спи“ 03.02.2010 г.
- 13 „Който не се е скрил – не се притеснявайте!“ 10 февруари 2010 г.
- 14 „Ски!“ 17 февруари 2010 г.
- 15 „Далечен роднина“ 05.01.2011 г.
- 16 „Бъдете здрави!“ 12 януари 2011 г.
- 17 „Маша + каша“ 19 януари 2011 г.
- 18 „Голямата пералня“ 26 януари 2011 г.
- 19 „Репетиция на оркестъра“ 02.02.2011 г.
- 20 „Ивичест зъб“ 09.02.2011 г.
- 21 „Сам вкъщи“ 16 февруари 2011 г.
- 22 „Дишай! Не дишайте!" 4 януари 2012 г.
- 23 „Знайда“ 11 януари 2012 г.
- 24 „Вкусно!“ 18 януари 2012 г.
- 25 „Фокус-покус“ 25 януари 2012 г.
- 26 „Внимание, ремонт!“ 1 февруари 2012 г.

### Втори сезон
- 27 „В розови багри“ 08.02.2012 г.
- 28 „Конски ход“ 15 февруари 2012 г.
- 29 „Хитът на сезона“ 2 януари 2013 г.
- 30 „Витамин на растежа“ 9 януари 2013 г.
- 31 „Нова метла“ 16 януари 2013 г.
- 32 „Когато всички са си у дома“ 23.01.2013 г.
- 33 „Сладък живот“ 30 януари 2013 г.
- 34 „Фотокарта 9 на 12“ 06.02.2013 г.
- 35 „Да си дете е трудно“ 13.02.2013 г.
- 36 „Двама за един“ 01.01.2014 г.
- 37 „Големи пътешествия“ 8 януари 2014 г.
- 38 „Всичко не е наред, всичко е различно“ 15 януари 2014 г.
- 39 „Приказка за лека нощ“ 22.01.2014 г.
- 40 „Толкова красиво – страшно е!“ 29 януари 2014 г.

### Трети сезон
- 41 „Чудото в шапката“ 05.02.2014 г.
- 42 „Филмов ден“ 12.02.2014 г.
- 43 „Герои не се раждат“ 07.01.2015 г.
- 44 „Веднъж годишно“ 14.01.2015 г.
- 45 „Заплетена история“ 21 януари 2015 г.
- 46 „Учител по танци“ 28.01.2015 г.
- 47 „Победен вик“ 4 февруари 2015 г.
- 48 „Пещерна мечка“ 11 февруари 2015 г.
- 49 „Любима програма“ 18.02.2015 г.
- 50 „Празник на реколтата“ 7 май 2015 г.
- 51 „Неуловимите отмъстители“ 9 юли 2015 г.
- 52 „Към нови срещи“ 02.09.2015 г.
- 53 „У дома е по-добре“ 28.11.2015 г.
- 54 „На приказка на гости“ 31.12.2015 г.
- 55 „С вятъра“ 22.02.2016 г.
- 56 „Ужас и доброта!“ 22 април 2016 г.
- 57 „В почивка“ 25 юни 2016 г.
- 58 „Котки и мишки“ 26 август 2016 г.
- 59 „Играта свърши“ 14 октомври 2016 г.
- 60 „На вашите услуги“ 18 ноември 2016 г.

### Четвърти сезон
- 61 „Не се разделяйте с любимците си“ 23.12.2016 г.
- 62 „Спи, радост моя, заспивай!“ 3 февруари 2017 г.
- 63 „Изненада! Изненада!" 7 април 2017 г.
- 64 „Трима мускетари“ 19 май 2017 г.
- 65 „Има контакт!“ 14 юли 2017 г.
- 66 „Спокойствие, само спокойствие“ 31 август 2017 г.
- 67 „Цирк и времена“ 13.10.2017 г.
- 68 „Квартет Плюс“ 22.12.2017 г.
- 69 „Колко храниш вълка...“ 22 февруари 2018 г.
- 70 „Звезда от небето“ 12.04.2018 г.
- 71 „Такъв е хокеят“ 25 май 2018 г.
- 72 „Топчета и кубчета“ 06.07.2018 г.
- 73 „Веднъж на риболов“ 31 август 2018 г.
- 74 „Така се случва!“ 19 октомври 2018 г.
- 75 „Това не е кралска работа!“ 16 ноември 2018 г.
- 76 „Целият живот е театър“ 25 януари 2019 г.
- 77 „Около света за час“ 15 март 2019 г.
- 78 „Кой да бъда?“ 26 април 2019 г.
- 79 Нещо вкусно 22 октомври 2020 г
- 80 Голям поход 27 август 2020 г
- 81 Какво има вътре? 24 септември 2020 г

### Пети сезон
- 82 „Първата лястовица“ 12 ноември 2020 г.
- 83 „Ден на меда“ 25 ноември 2020 г.
- 84 Дъжд от гъби 10 декември 2020 г
- 85 Педалиране 28 януари 2021 г
- 86 Жива шапка 4 март 2021 г
- 87 Калинка-малинка 01.04.2021 г.
- 88 Ден на добрите обноски 22 април 2021 г.
- 89 Островът на съкровищата 20 май 2021 г
- 90 Най-добрата детегледачка на света 17 юни 2021 г
- 91 Кой отговаря? 15 юли 2021 г
- 92 Морска паста 2021
- 93 Въпроси на сърцето 2022
- 94 Всички танцуват 2022 г
- 95 Изгасете. Не гасете 2022 г.
- 96 Венец от глухарчета 2022 г
- 97 Кутия изненада 2022
- 98 Удар, още един удар! 2022 г
- 99 Ястието е сервирано! 2022 г
- 100 Ден на дракона 2022 г.
- 101 Мечка на юг 2022
- 102 Чудо в пера 2022 г
- 103 Мечки караха... 2022 г
- 104 Спаси който може 2022 г.

### Шести сезон
- 105 Мечтането е полезно 2023 г.
- 106 Всеки има нужда от цел 2023 г.
- 107 Един картоф, два моркова 2023 г.
- 108 Новият приятел 2023 г.
- 109 Да мия или да не мия? 2023 г.
- 110 Топ-топ-топ?
- 111 Дъщери-Майки 2023 г.
- 112 Принцеса и чудовището 2023 г.
- 113 Отнесени от вихъра 2023 г.
- 114 Ура, Новата игра 2023 г.
- 115 Картонних спасатели 2023 г.

## Гласови актьори
- Маша – Алина Кукушкина
- Мечока – Борис Кутневич

## Пълнометражен филм
В началото на ноември 2022 г. става известно, че в средата на декември компанията за разпространение на филми Волга ще пусне на големите екрани първия мини-филм за Маша и Мечока, Маша и Мечока в киното: 12 месеца.

## Популярност
17-ият епизод от анимационния сериал – „Маша + каша“ – към 30 декември 2021 г. е събрал почти 4,5 милиарда гледания в „YouTube“ и е сред петте най-популярни хостинг видеоклипове за всички времена, като същевременно го е първият немузикален и първият видеоклип на руски език. На въпроса защо точно този сериал събра толкова много гледания, режисьорът на анимационния сериал Наталия Малгина предполага, че това е свързано с факта, че родителите го включват, когато хранят децата си.
През 2016 серия „Ех, помпа!“ от анимационния сериал е най-бързо растящият видеоклип по гледания в Русия и най-популярният видеоклип в Украйна в категорията на детското и комедийно съдържание в YouTube.
Към 30 декември 2021 г. официалният YouTube канал на анимационния сериал има повече от 36 милиона абонати с повече от 30 милиарда гледания. През 2017 г. каналът заема 5-то място по брой абонати. Всички канали на Маша и Мечока, които включват и канали на английски, немски, френски, италиански, португалски, китайски и украински, както и музикални канали, имат общо над 21 милиарда гледания.

## Критици
Според някои критици:
- Анимационният сериал възпитава егоизъм у децата;

## „Маша и Мечока“ в България
В България епизодите първоначално са издадени на DVD от Емпайър Видео през 2012 г.
През 2014 г. е излъчен за първи път по БНТ 1 в рубриката „Лека нощ, деца“, а след това се излъчват повторения и по БНТ 2.
След това се излъчва по EKids и Евроком.
През 2020 г. се излъчва многократно по Супертуунс. 

### Дублажи
| Преводачи          | Наташа Ковачева-Ната Ксения Соболева |
| Озвучаващи артисти | Мина Костова Петър Бонев             |
| Тонрежисьор        | Евгений Манев                        |

| Озвучаващи артисти | Ася Рачева Радослав Рачев |

| Озвучаващи артисти | Яница Митева Станислав Пищалов |

| Режисьор на дублажа | Анна Тодорова                   |
| Тонрежисьори        | Детелина Ралчевска Марио Иванов |
| Озвучаващи артисти  | Ева Данаилова Сотир Мелев       |
| Преводач            | Силвия Вълкова                  |

## Маша и Мечока: Двойно забавление
На 15 декември 2023 г. излиза по кината пълнометражния филм „Маша и Мечока: Двойно забавление“ от Про Филмс, който включва 5 заглавия от компилацията: „Обичам сватби“, „Ура! Нова игра“, „Фитнез-ЗЗЗ“, „Фокуси“ и „Легендата за 12-те месеца“.

### Нахсинхронен дублаж
| Роля                         | Изпълнител                                                                                             |
| ---------------------------- | --- |
| Маша                         | Ева Данаилова                                                                                          |
| Организаторка на сватбите    | Татяна Етимова                                                                                         |
| Годеникът на организаторката | Денсилав Димитров                                                                                      |
| Декември                     | Елисавета Господинова                                                                                  |
| Януари                       | Максим Шишков                                                                                          |
| Други гласове                | Жана Донева Михаил Георгиев Ангелина Русева Евгения Ангелова Марио Иванов Симеон Дамянов Христо Узунов |

| Обработка           | студио „Про Филмс“                 |
| ------------------- | ---------------------------------- |
| Режисьор на дублажа | Анна Тодорова                      |
| Тонрежисьори        | Детелина Ралчевска Станислав Донев |
| Преводач            | Лора Станоева                      |